# ريتشارد فون شوبرت
ريتشارد فون شوبرت (بالألمانية: Richard von Schubert)‏ هو ضابط ألماني، ولد في 19 أبريل 1850 في Jutrosin ‏ في بولندا، وتوفي في 13 مايو 1933 في ماربورغ في ألمانيا.